# Csanád

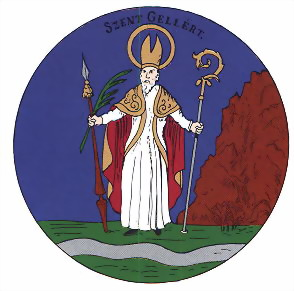
Blason du comitat de Csanád

Le comitat de Csanád (en hongrois : Csanád vármegye ; en latin : Comitatus Chanadiensis ou Comitatus Chenadiensis ; en allemand : Komitat Tschanad) est une subdivision historique du royaume de Hongrie. Son territoire est actuellement situé à l'ouest de la Roumanie et au sud-est de la Hongrie. La capitale de ce comitat était la ville de Makó.

## Géographie
Le comitat de Csanád était bordé par les comitats hongrois de Csongrád, Békés, Arad et Torontál. La rivière Mureș/Maros constituait sa frontière méridionale. Vers 1910, le comitat s'étendait sur 1 715 km2.

## Histoire
Le comitat de Csanád a été créé avant le XIe siècle et a reçu son nom du château de Csanád, nommé lui-même à partir de son premier ispán (comes en latin), un cousin de Saint Étienne Ier de Hongrie nommé Csanád. Le diocèse de Csanád est un des plus anciens de Hongrie ; son premier évêque fut Saint Gérard.
En 1920, le traité de Trianon rattacha une partie du sud-est du comitat, Nădlac et Șeitin, à la Roumanie. Le reste du comitat fut réuni à ceux de Torontál et d'Arad.
Après la Seconde Guerre mondiale, le comitat de Csanád-Arad-Torontál fut partagé entre ceux de Békés et Csongrád. La partie roumaine de l'ancien comitat de Csanád fait aujourd'hui partie du județ d'Arad.

## Démographie
Selon le recensement de 1900, 140 007 habitants vivaient dans le comitat, ce qui en faisait un des comitats les plus densément peuplés du royaume de Hongrie. Parmi ces habitants, 103 242 (73,2 %) étaient des Hongrois, 1 182 (0,8 %) des Allemands, 17 274 (12,3 %) des Slovaques, 13 982 (10 %) des Roumains et 3 981 des Serbes (2,8 %). Les Hongrois constituaient la majorité ethnique de tous les districts, à l'exception de celui de Nagylak, qui était habité essentiellement par des Slovaques et des Roumains ; les Serbes vivaient principalement dans le district de Battonya. 71 610 des habitants du comitat étaient Catholiques, 25 234 Calvinistes, 18 384 Luthériens, 4 520 Grecs catholiques, 16 567 Orthodoxes et 3 254 Juifs.

## Subdivisions
Au début du XXe siècle, les subdivisions du comitat étaient les suivants :
| Districts (járás)                           | Districts (járás)            |
| District                                    | Capitale                     |
| ------------------------------------------- | ---------------------------- |
| Battonya                                    | Battonya                     |
| Központ                                     | Makó                         |
| Mezőkovácsháza                              | Mezőkovácsháza               |
| Nagylak                                     | Nagylak, en roumain : Nădlac |
| Districts urbains (rendezett tanácsú város) |                              |
| Makó                                        |                              |

Aujourd'hui Nădlac se trouve en Roumanie ; les autres villes citées se trouvent en Hongrie.